# Gerberga van Neder-Lotharingen
Gerberga van Neder-Lotharingen (ca. 980 - 1018) was een dochter van hertog Karel van Neder-Lotharingen, een zoon van de Karolingische koning Lodewijk IV van Frankrijk en Gerberga van Saksen, en diens vrouw, Adelheid van Troyes, een dochter van graaf Robert I van Meaux.
Zij trouwde rond 990 met graaf Lambert I van Leuven, waarmee zij een deel van Neder-Lotharingen als bruidsschat met zich zou hebben meegebracht en aldus mee de basis legde voor het later Hertogdom Brabant.
Uit haar huwelijk met Lambert I ontsproten drie of vier kinderen:
- Hendrik I van Leuven, oudste zoon en opvolger van Lambert I
- Lambert II Balderik van Leuven, gehuwd met Oda van Verdun
- Reinier van Leuven, gehuwd met een dochter van Boudewijn IV van Vlaanderen
- Mathilde van Boulogne, gehuwd met Eustaas I van Boulogne (?)